# Kirschen in Nachbars Garten (1935)
Kirschen in Nachbars Garten ist eine deutsche Filmkomödie von Erich Engels aus dem Jahr 1935. Die Erstaufführung war am 20. Dezember 1935. Unter dem Titel Fruit in the Neighbor's Garden kam er 1937 auch auf den US-amerikanischen Markt. Zuvor war er bereits als Kirsikoita naapurin puutarhassa in Finnland erschienen. Mit einer Gesangs- und Tanzeinlage (Titel: Links sitzt das Herz; Musik: Werner Bochmann; Text: Erwin Lehnow) treten Margot Höpfner und ihre Schwester Hedi Höpfner als die Geschwister Höpfner auf.
Engels drehte 20 Jahre später eine Neuverfilmung unter dem gleichen Titel Kirschen in Nachbars Garten (1956) mit Paul Henckels, Grethe Weiser, Oskar Sima und Ursula Herking.

## Handlung
Hofrat Warrenheim, ein begeisterter Pflanzenfreund, zieht mit seiner Tochter Hansi und dem Gärtner Valentin auf das Nachbargrundstück der Tierliebhaberin Adele Hecht und ihrer Magd Lisl. Zuvor hatten sie das Grundstück von Adeles Neffen Theo, der Hansi zufällig begegnet ist und sich für die junge Dame interessiert, vermittelt bekommen. Eigentlich sah Adele das Grundstück für ihren Neffen Theo und ihre Stiefnichte Irma vor, die sie gerne miteinander verkuppeln würden. Zunächst verstehen sich die neuen Nachbarn aber gut, spielen gar Skat zusammen und begrüßen sich beim Frühstück im Freien.
Doch der Frieden wird bald gestört: Adeles Geflügel, darunter eine angebliche „siamesische Ente“, die angeblich nur ein Ei pro Jahr legt und die Grundlage für Adeles Zuchtpläne sein soll, frisst die Pflanzen von Warrenheim. Der Streit eskaliert, als Gärtner Valentin das just an der Grundstücksgrenze gelegte Entenei dem Hofrat Warrenheim zum Frühstück serviert. Beleidigungen werden ausgetauscht, und beide Seiten drohen mit einer Klage. Im Verlauf des Streits beleidigt man sich gegenseitig und strebt jeweils eine Klage vor Gericht an.
Unterdessen kommen Hansi und Theo einander näher, doch der Nachbarschaftsstreit überschattet die Beziehung und Theos Tante möchte ihn weiterhin mit Irma verkuppeln. Auch Irma ihrerseits hat kein Interesse an ihrem Cousin Theo und kommt stattdessen mit Theos Freund Gottfried zusammen. Zwischen Hansi und Theo kommt es zu einem Missverständnis, das sie entzweit: Gottfried hatte Theos Motorrad ohne dessen Wissen ausgeliehen, um Irma nach einem Tanzabend nach Hause zu bringen, und dabei einen Strafzettel kassiert. Hansi erfährt zufällig von Uhrzeit und Ort des Strafzettels und glaubt, dass Theo sie betrogen hat. Theo erfährt erst auf dem Weg zum Sühnetermin wegen des Nachbarschaftstreites davon, dass Gottfried auf dem Motorrad saß.
Der Sühnetermin wird vom örtlichen Lehrer geleitet, der ihn ob der großen Anzahl an Involvierten ins Klassenzimmer verlegt. Der Termin beginnt turbulent mit gegenseitigen Beschuldigungen. Theo kann durch eine nicht zur Sache gehörenden Beitrag das Missverständnis erklären und die Zuneigung von Hansi zurückgewinnen. Als der Laienrichter der Verzweiflung nahe scheint, legt die mitgebrachte Ente ein weiteres Ei, was allgemein als Wunder angesehen wird und zur allgemeinen Versöhnung beiträgt. Drei Paare verlassen das Zimmer: Adele und Warrenheim, Theo und Hansi sowie Lisl und Valentin.

## Kritiken

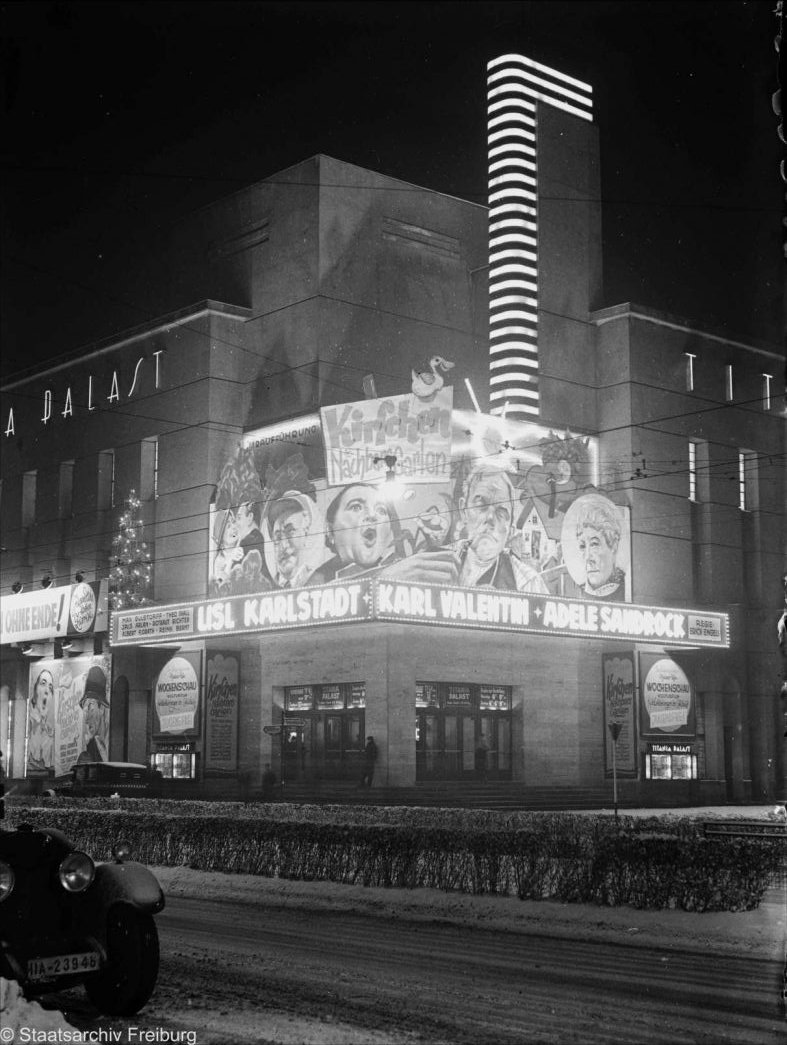
Uraufführung im Titania-Palast in Berlin, Dezember 1935

Der Streifen, in dem der Regisseur Engels handwerklich mit ungewöhnlichen Montagetechniken experimentierte, erhielt durchweg positive Kritiken.
- Der Bayerische Rundfunk lässt zu dieser Komödie unter anderem verlauten: Mit „Kirschen in Nachbars Garten“ hat Erich Engels eine romantisch angehauchte Komödie gedreht, die dem legendären Komiker-Duo Karl Valentin und Liesl Karlstadt reichlich Gelegenheit bietet, seinen skurrilen Humor zu entfalten.[1]
- 3sat.de meint dazu: „Kirschen in Nachbars Garten“ ist eine spritzige Komödie mit Karl Valentin, Liesl Karlstadt und Adele Sandrock.[2]
- Die Redaktion von rtv gab 4 von 5 möglichen Sternen.[3]
- Im Lexikon des internationalen Films heißt es: Etwas verstaubtes, dennoch humorvolles Lustspiel um den ewigen Hader über Kleinigkeiten … Film mit amüsanten Kabinettstückchen für Adele Sandrock, Karl Valentin und Liesl Karlstadt.[4]